# The Tannahill Weavers
I Tannahill Weavers sono un gruppo di musica celtica scozzese.

## Storia del gruppo
Si formano a Paisley nel 1968 e nel corso del tempo hanno più volte cambiato formazione. Il gruppo prese (in parte) il nome da Robert Tannahill (poeta, 1774-1810) anch'egli nativo di Paisley. Prediligono uno stile etno-folk, rispetto a molti altri gruppi di musica celtica moderna, che usano contaminazioni rock, heavy metal, techno, campionature elettroniche e quant'altro possa offrire la musica contemporanea. Sono conosciuti in tutto il mondo, avendo tenuto concerti in tutti e cinque i continenti.
Il nome della band (I tessitori Tannahill), oltre che al poeta già citato, è riferito anche alla produzione di tessuti (in particolare scialli in seta) che resero famosa Paisley.

## Formazione

### Formazione attuale
- Roy Guillane - voce, chitarra
- Colin Melville - Great highland bagpipes, Scottish smallpipes, tin whistles
- John Martin - fiddle, viola, violoncello, voce
- Phil Smillie - flauto, tin whistles, bodhrán, voce

## Discografia
- Per l'etichetta Plant Life, ristampati dall'Hedera Record:
  - 1976 - Are Ye Sleeping Maggie
  - 1978 - The Old Woman's Dance
  - 1979 - The Tannahill Weavers
  - 1981 - Tannahill Weavers IV
- Per l'etichetta Green Linnet:
  - 1984 - Passage
  - 1986 - Land of Light
  - 1987 - Dancing Feet
  - 1990 - Cullen Bay
  - 1992 - The Mermaid's Song
  - 1994 - Capernaum
  - 1996 - Leaving St. Kilda
  - 1998 - Epona
  - 2000 - Alchemy
  - 2003 - Arnish Light
- Per l'etichetta Compass Records:
  - 2006 - Live and In Session

### Compilation
- 1989 - The Best of the Tannahill Weavers 1979-1989
- 1997 - The Tannahill Weavers Collection: Choice Cuts 1987-1996